# Konoe Tsunetada
Konoe Tsunetada (近衛 経忠, [1302 - 1352] Erro: {{japonês}}: texto da transliteração contém caractere não latino (pos 11) (ajuda)) foi um kuge (nobre japonês) que viveu no final do Período Kamakura e começo do Período Nanboku-chō. Foi membro do Ramo Konoe do clã Fujiwara e filho de Iehira.

## Histórico
Ingressou na Corte imperial em 1313 no reinado do Imperador Hanazono inicialmente classificado como Jugoi (funcionário da Corte de quinto escalão júnior). No ano seguinte foi promovido a Shōgoi (funcionário da Corte de quinto escalão pleno) e Jushii (quarto escalão junior). Em 1316 foi promovido a Shōsanmi (terceiro escalão pleno) e nomeado Chūnagon e no ano seguinte se tornou Dainagon. Em 1318 foi promovido a Junii (segundo escalão júnior) e no ano seguinte a Shōnii (segundo escalão pleno).
Tsunetada foi designado Udaijin em 1324 e em 1326 foi convertido em Togu-no-fu (tutor do príncipe imperial Kazuhito, o futuro Imperador Kōgon da Corte do Norte). Em 1330 se tornou Kanpaku (regente) do Imperador Go-Daigo, em Nairan (revisor dos documentos imperiais) e em líder do clã Fujiwara e seria classificado como Juiichi (primeiro escalão junior); mas pouco despois renunciaria a todos os cargos administrativos exceto o de nairan como forma de protesto contra a tentativa de Go-Daigo igualar a influencia política do Sekke (as cinco casas regentes).
No entanto, após a derrubada do Imperador Kōgon e o estabelecimento da Restauração Kenmu pelo Imperador Go-Daigo, Tsunetada  foi novamente nomeado Udaijin em 1333, embora tenha ocupado essa posição por um mês. Em 1334 novamente foi nomeado Udaijin e Nairan, mas renunciou logo depois. Por 1335 foi nomeado Sadaijin.
Com a entrada do shogun Ashikaga Takauji em Quioto, que desencadeou o fim da restauração e a divisão do corte imperial, Tsunetada jurou fidelidade para a Corte do Norte (Hokuchō), tornando-se Kanpaku do novo Imperador Kōmyō em 1336. No entanto, o exilado Imperador Go-Daigo que deixou Quioto em fuga, reorganizou-se na cidade de Yoshino e formou o Corte do Sul. Tsunetada tomou a decisão de sair de Quioto em 1337 e se juntar à Corte do Sul (Nanchō), o que foi considerado um ato de traição para a Corte do Norte.
Neste mesmo ano, foi nomeado Sadaijin pela Corte do Sul , no entanto, renunciou em 1341 e retornou a Quioto, tendo uma recepção fria e nunca mais foi atribuído cargos administrativos relevantes a ele. Seus últimos esforços foram na busca de reconciliação de ambas as Cortes, mas esse trabalho foi dificultado pelo Conselheiro Imperial da Corte do Sul Kitabatake Chikafusa, que preferia uma solução militar.
Um dia antes de morrer, ele se tornou um monge budista (shukke) e morreu de edema. Konoe Tsuneie e o Monge Jitsugen foram seus filhos.
Como poeta, três de seus poemas waka foram incluídos na antologia poética Chokusen Wakashū.